# Kobayashi Jun
Jun Kobayashi (sinh ngày 7 tháng 5 năm 1999) là một cầu thủ bóng đá người Nhật Bản.

## Sự nghiệp câu lạc bộ
Jun Kobayashi đã từng chơi cho Cerezo Osaka.